# Montagnes Inini-Camopi
Les montagnes Inini-Camopi, entre Maripasoula et Saül, contiennent le point culminant de la Guyane, la montagne Bellevue, qui s'élève à 831 mètres d'altitude.